# Hokkaido Prefectural Sports Center
Le Hokkaido Prefectural Sports Center (北海道立総合体育センター, Hokkaidō-ritsu Sōgō Taiiku Sentā) est une salle couverte située à Sapporo, au Japon. Elle peut accueillir 8 000 spectateurs.

## Histoire
Cette salle accueille plusieurs matchs du Championnat du monde de basket masculin 2006.

## Événements
- Championnat du monde de basket masculin 2006
- Championnat du monde féminin de volley-ball 2006
- Championnat du monde féminin de volley-ball 2018